# Carl Bunge (militär)
Carl Bunge, född 28 juli 1763 i Stockholm, död 21 juni 1812 i Wien, var en svensk friherre, militär och diplomat.

## Biografi
Carl Bunge var son till landshövdingen Carl Bunge och Anna Lovisa Clason. Han blev volontär vid Dalregementet 1770, sergeant där samma år, fänrik 1776 och transporterades till Upplands regemente 1783. Bunge blev löjtnant vid Hälsinge regemente 1784, stabskapten där 1785, major i armén 1788 och adjutant hos hertig Carl samma år. Han blev regementskvartersmästare 1789, generaladjutant av flygeln och överstelöjtnant vid Hälsinge regemente 1792. 1793 blev Bunge kaptenlöjtnant vid hertig Carls livdrabantkår och överste i armén, överstelöjtnant vid Göta livgarde samma år, samt överstelöjtnant vid Närkes och Värmlands regemente 1794. Han var överste och chef för Västgöta-Dals regemente 1796–1811. Bunge blev 1799 stallmästare i survivance hos hertig Karl 1799, generalmajor i armén 1810 och minister i Wien samma år. Han blev 1811 ledamot av Krigsvetenskapsakademien. Bunge blev riddare av Svärdsorden 1788, kommendör av Svärdsorden 1805 och kommendör med stora korset av Svärdsorden 1811.